# 人中黄
人中黄（じんちゅうおう）は、人糞を使った漢方薬。出典は『日華子諸家本草』とされている。別名「甘草黄」。

## 歴史
古代のチベット医典や漢医典には秋石、人中黄、人中白などウシやヒトの糞尿を利用したいわゆる糞尿薬も多く記載されている。
漢方薬としての人中黄は甘草の粉末を人糞に混ぜて（或いは竹筒に入れた甘草の粉末を肥溜めに漬けて）作成する。解熱や解毒作用があるとされ、応用例では丹毒（細菌性皮膚疾患）や傷寒熱病（チフスの類）、吐痰などに用いられた。なぜ効能があるかは科学的には解明されていない。人中黄を含む漢方処方としては、化斑解毒湯（知母、黄連、連翹、人中黄、升麻、石膏、甘草、牛蒡子、玄参）が知られている。
江戸時代の医学書「用薬須知」の6巻（人ノ部）では「大便ノ汁ナリ」と説明されている。
大甘草に人糞の汁を染み込ませた後、乾燥させる製法が「用薬須知続編」の3巻に記されている。